# АЭС Браунз-Ферри
АЭС Браунз-Ферри (англ. Browns Ferry Nuclear Power Plant) — действующая атомная электростанция на юго-востоке США.  
Станция расположена на берегу озера Уилер бассейна реки Теннесси в округе Лаймстон штата Алабама в 35 милях на запад от города Хантсвилл.

## Пожар 1975 года
22 марта 1975 года на станции возник пожар, создавший серьёзную угрозу потери контроля над реакторами обоих энергоблоков. 
Незадолго до инцидента на АЭС велась работа по поиску и устранению утечек воздуха между помещениями, в одних из которых при работе станции постоянно поддерживалось разрежение. Основным источником этих утечек являлись места прохода через стены электрических кабелей. При работе в одном из кабельных помещений сотрудник станции использовал пламя небольшой свечи для того чтобы точнее определить зону неплотности. Такая практика была распространена и до этого момента обходилась без последствий. Однако на этот раз от пламени свечи вспыхнул лист изоляционного материала, использовавшегося для герметизации отверстий, а затем огонь перекинулся и на изоляцию проводов.
С пожаром не могли справиться около семи часов, используя порошковые огнетушители и стационарную углекислотную систему пожаротушения. Кабели находились под напряжением и воду не использовали из-за риска короткого замыкания. Обесточивание же станции грозило потерей контроля над состоянием реакторов. Только когда удалось наладить их стабильное охлаждение, тушение пожара водой было разрешено и возгорание было сравнительно быстро ликвидировано.
С самого начала пожара операторы столкнулись с нарушением работы оборудования. Хотя реакторы были сразу заглушены, требовался длительный отвод теплоты, вызванной остаточным энерговыделением ядерного топлива. Из-за повреждения кабелей было потеряно электропитание насосов высокого давления и систем управления трубопроводной арматурой. К счастью оставшегося в работоспособном состоянии оборудования хватило чтобы быстро сбросить давление в реакторах и организовать подачу воды в активную зону от насосов низкого давления.
Ущерб от пожара был оценен в 10 миллионов долларов и дополнительно к этой сумме необходимо было каждый месяц тратить 10 миллионов на замещение электроэнергии потребителям из-за простаивавших энергоблоков. Вновь станция была запущена лишь через год.
Случай с Браунз-Ферри показал необходимость пересмотра мер пожарной безопасности, а также указал на недопустимость проектных решений при которых пожар в отдельном помещении затрагивает жизненно важные функции безопасности АЭС.

## Информация об энергоблоках
| Энергоблок     | Тип реакторов       | Мощность | Мощность | Начало строительства | Физпуск    | Подключение к сети | Ввод в эксплуатацию | Закрытие |
| Энергоблок     | Тип реакторов       | Чистый   | Брутто   | Начало строительства | Физпуск    | Подключение к сети | Ввод в эксплуатацию | Закрытие |
| -------------- | ------------------- | -------- | -------- | -------------------- | ---------- | ------------------ | ------------------- | -------- |
| Браунз-Ферри-1 | BWR, BWR-4 (Mark 1) | 1101 МВт | 1155 МВт | 01.05.1967           | 17.08.1973 | 15.10.1973         | 01.08.1974          | —        |
| Браунз-Ферри-2 | BWR, BWR-4 (Mark 1) | 1104 МВт | 1155 МВт | 01.05.1967           | 20.07.1974 | 28.08.1974         | 01.03.1975          | —        |
| Браунз-Ферри-3 | BWR, BWR-4 (Mark 1) | 1105 МВт | 1155 МВт | 01.07.1968           | 08.08.1976 | 12.09.1976         | 01.03.1977          | —        |